# 第4猟兵連隊 (フランス軍)
第4猟兵連隊（だいよんりょうへいれんたい、4e régiment de chasseurs：4e RC）は、オート＝アルプ県ギャップに駐屯する、第27山岳歩兵旅団隷下のフランス陸軍猟兵の軽戦車連隊である。
兵種は機甲、伝統的区分は猟兵である。
山岳戦及び雪中戦専門部隊である。

## 沿革
- 1954年：第一次インドシナ戦争の為、第4猟兵連隊が編制される。
- 1983年：機甲化部隊として再編成される。

## 最新の部隊編成
- 連隊本部
- 本部管理中隊
- 第1中隊 - ERC 90
- 第2中隊 - ERC 90
- 第3中隊 - ERC 90
- 偵察・支援中隊
- 管理支援中隊
- 飛行隊（ガゼル6機を装備）
- 予備猟兵中隊

### 定員
- 連隊の人員構成は不明。
- ERC 90を36両、VABを72台他を装備している。

## 主要装備
- GIAT BM92-G1
- FA-MAS
- FR-F2
- AAT-F1
- AA-52
- バレットM82
- 12.7mm重機関銃
- ミラン
- ERYX
- ERC 90
- VAB
- P4
- TRM 2000
- TRM 4000
- ガゼル